# Out of Bounds
Out of Bounds (Alternativtitel: Allein in der Dunkelheit) ist ein Thriller unter Regie von Merlin Ward, der im Jahr 2003 in den Kinos erschien.

## Handlung
Veronica Van Huet führt die Lady-Margaret-Oakes-Schule für Mädchen mit angeschlossenem Internat. Sie übernahm die renovierungsbedürftige Einrichtung als Erbin und kämpft gegen finanzielle Engpässe. Veronica ist in zweiter Ehe mit dem erfolglosen amerikanischen Maler Matthew verheiratet.
Die 18-jährige Schülerin Louise Thompson bleibt während der Ferien im Internat. Sie gibt an lernen zu müssen. Das ist jedoch nur ein vorgeschobener Grund. In Wahrheit möchte sie bei Matthew bleiben, mit dem sie eine Affäre hat. Als Veronica davon erfährt, beendet ihr Mann die Beziehung zu Louise.
Kurz nach einem Streit mit Veronica reist Matthew angeblich kurzentschlossen nach Florenz ab. Dieser Auskunft schenkt Louise allerdings keinen Glauben. Sie denkt vielmehr, dass Veronica ihren Mann ermordet hat und fühlt sich von da an von ihr bedroht.